# C.P. Singh
Pour les articles homonymes, voir Singh.
Chandra Pal Singh, né à Nausori vers 1914 et mort à Suva le 5 juin 1983, est un entrepreneur et homme politique fidjien.

## Biographie
D'abord gérant d'un garage à Suva dans les années 1940, il devient ensuite éleveur laitier et propriétaire d'une compagnie de bus et d'une scierie. En 1963 il est nommé membre du Conseil législatif des Fidji par le gouverneur colonial britannique Sir Kenneth Maddocks (en). De 1964 à 1967 il est membre du comité de direction de la Fiji Broadcasting Commission, la société publique de radiodiffusion de la colonie. En 1965, il participe à Londres à la conférence constitutionnelle sur l'avenir des Fidji, étant l'un des représentants de la communauté indo-fidjienne.
Il se présente sans succès aux élections législatives fidjiennes de 1966, battu dans la circonscription où il est candidat par le candidat du parti de l'Alliance, Abdul Lateef. Il meurt en 1983 à l'âge de 69 ans.